# Arabia Saudita en los Juegos Olímpicos de Londres 2012
Arabia Saudita estuvo representada en los Juegos Olímpicos de Londres 2012 por un total de 18 deportistas, 16 hombres y 2 mujeres que compitieron en 5 deportes.
El portador de la bandera en la ceremonia de apertura fue el atleta Sultan Mubarak Al-Dawudi.

## Medallistas
El equipo olímpico saudita obtuvo las siguientes medallas:
| Nombre | Deporte | Competición        |
| --- | ------- | ------------------ |
| Oro |         |                    |
| — |         |                    |
| Plata |         |                    |
| — |         |                    |
| Bronce |         |                    |
| Abdulá Al Saúd (Davos) Kamal Bahamdan (Noblesse des Tess) Ramzy Al Duhami (Bayard van de Villa There) Abdulá Al Sharbatly (Sultan) | Hípica  | Saltos por equipos |